# Центральноамериканська черв'яга
Центральноамериканська черв'яга (Gymnopis) — рід земноводних родини товстошкірі черв'яги ряду Безногі земноводні. Має 2 види.

## Опис
Загальна довжина представників цього роду коливається від 30 до 50 см. За будовою схожі на представників роду шкіряста черв'яга. Відрізняються тоншим тулубом, лише за кількістю первинних та вторинних кілець, а також за забарвленням — воно світліше.

## Спосіб життя
Полюбляють вологі тропічні ліси, гірські місцини. На відміну від інших видів своєї родини більш воліють до високогірних районів. Зустрічаються на висоті до 1400 м над рівнем моря. Практично усе життя проводять під землею, риючи ходи. Інколи виходять на поверхню під час зливи. Живляться переважно наземними безхребетними.
Це живородні земноводні. Самиці відкладають до 10 яєць.

## Розповсюдження
Мешкають від Гватемали до Панами.

## Види
- Gymnopis multiplicata
- Gymnopis syntrema